# Wladimir Nikolajewitsch Beljajew
Wladimir Nikolajewitsch Beljajew (russisch Владимир Николаевич Беляев; * 24. September 1940 in Kiew) ist ein ehemaliger sowjetischer Gewichtheber.

## Werdegang
Wladimir Beljajew, ein blonder Ukrainer, betrieb als Jugendlicher einige andere Sportarten als Gewichtheben, kam aber dann in der Armee mit dem Gewichtheben in Berührung. Er war dazu sehr talentiert und trainierte fleißig. Als sich die ersten regionalen Erfolge eingestellt hatten, übernahm Jakow Krinizki sein Training und führte ihn rasch in die sowjetische Spitze. Bereits mit knapp 22 Jahren belegte Wladimir den dritten Platz bei den sowjetischen Meisterschaften im Mittelgewicht (damals bis 75 kg Körpergewicht). Später wuchs er in das Leichtschwergewicht (bis 82,5 kg Körpergewicht) hinein.
In dieser Gewichtsklasse hatte er auch seine größten Erfolge zu verzeichnen, denn er wurde Welt- und Europameister und gewann bei den Olympischen Spielen 1968 die Silbermedaille hinter seinem Landsmann Boris Selitski. Einen der spannendsten Kämpfe der Gewichthebergeschichte lieferte er sich 1966 bei den Weltmeisterschaften in Berlin gegen den Ungarn Győző Veres. Nach dem Reißen lagen beide Athleten mit 295 kg gleichauf. Wladimir Beljajew hatte aber den Vorteil einige hundert Gramm leichter zu sein als Veres. Veres stieß daraufhin 180, 185 und den neuen Weltrekord von 190 kg, aber Beljajew konnte jedes Mal nachlegen und das gleiche Gewicht stoßen. Sein Lohn war der Welt- und Europameistertitel mit 485 kg. Interessanterweise konnte Wladimir Beljajew niemals sowjetischer Meister werden. Die Konkurrenz im eigenen Lande war zu seinen Zeiten äußerst stark.

## Internationale Erfolge
(OS = Olympische Spiele, WM = Weltmeisterschaft, EM = Europameisterschaft, Mi = Mittelgewicht, Ls = Leichtschwergewicht)
- 1962, 3. Platz, Großer Preis der UdSSR in Moskau, Mi, mit 410 kg, hinter Alexander Kurynow, UdSSR, 430 kg und Anatoli Schgun, UdSSR, 410 kg
- 1963, 1. Platz, Großer Preis der UdSSR in Moskau, Mi, mit 415 kg, vor Hans Zdražila, CSSR, 412,5 kg und Mihály Huszka, Ungarn, 410 kg
- 1966, 1. Platz, Großer Preis der UdSSR in Riga, Ls, mit 465 kg, vor Scharipow, UdSSR, 457,5 kg und Alexander Kidjajew, UdSSR, 445 kg
- 1966, 1. Platz, Baltic Cup, Ls, mit 455 kg vor Norbert Ozimek, Polen, 455 kg und Karl Arnold, DDR, 450 kg
- 1966, 1. Platz, WM + EM in Berlin, Ls, mit 485 kg, vor Győző Veres, Ungarn, 485 kg und Zdražila, 465 kg
- 1967, 2. Platz, Großer Preis der UdSSR in Tiflis, Ls, mit 457,5 kg, hinter Choroschajew, UdSSR, 470 kg und vor Scharipow, UdSSR, 457,5 kg
- 1968, Silbermedaille, OS in Mexiko-Stadt, Ls, mit 485 kg, hinter Boris Selitski, UdSSR, 485 kg und vor Ozimek, 472,5 kg und Veres, 472,5 kg
- 1969, 1. Platz, Großer Preis der UdSSR in Kiew, Ls, mit 480 kg, vor Ozimek, 470 kg und Selizki, 462,5 kg
- 1970, 2. Platz, Großer Preis von Teheran, Ls, mit 460 kg, hinter Ozimek, 465 kg und vor Purdebžan, Iran, 440 kg

## UdSSR-Meisterschaften
- 1962, 2. Platz, Mi, mit 417,5 kg, hinter Chomchenko, 420 kg und vor Kozlow, 410 kg
- 1963, 3. Platz, Mi, mit 425 kg
- 1964, 2. Platz, Mi, mit 432,5 kg
- 1965, 2. Platz, Mi, mit 432,5 kg, hinter Wiktor Kurenzow, 450 kg und vor Alexander Kurynow, 430 kg
- 1966, 4. Platz, Ls, mit 450 kg, hinter Kochiew, 460 kg, Scharipow, 457,5 kg und Schum, 455 kg
- 1968, 3. Platz, Ls, mit 460 kg, hinter Kochniew, 470 kg und Selizki, 470 kg
- 1969, 2. Platz, Ls, mit 467,5 kg, hinter Wassili Kolotow, 470 kg und vor Golubowitsch, 465 kg
- 1972, 7. Platz, Ls, mit 480 kg, Sieger: Boris Pawlow, 515 kg vor Gennadi Iwantschenko, 510 kg

## Weltrekorde
im Reißen:
- 137,5 kg, 1962 in Tiflis, Mi
- 138 kg, 1962 in Weliko Tarnowo, Mi
- 138,5 kg, 1963 in Podolsk, Mi
- 140,5 kg, 1963 in Kaunas, Mi
- 141 kg, 1965 in Sofia, Mi
- 150,5 kg, 1968 in Mexiko-Stadt, Ls

im Stoßen:
- 175,5 kg, 1964 in Kiew, Mi
- 176 kg, 1964 in Odessa, Mi
- 176,5 kg, 1964 in Kiew, Mi
- 178,5 kg, 1965 in Saporischschja
- 190 kg, 1966 in Berlin, Ls

im olympischen Dreikampf:
- 485 kg, 1966 in Berlin, Ls.